# Hanyatt-homlok (film)
A Hanyatt-homlok Révész György 1984-ben bemutatott magyar játékfilmje. Forgatókönyvét azonos című regényéből Vámos Miklós írta.

## Szereplők
- Deák Ferenc – Kern András
- Deákné, Nóri – Tarján Györgyi
- Deák anyja – Bánki Zsuzsa
- Deák apja – Mensáros László
- Deák nagyapja – Major Tamás
- Professzor – Őze Lajos
- Deák ügyvéd barátai:
  - Nay – Helyey László és
  - Bucsay –  Vajda László
- Az irattáros „írónő” – Hernádi Judit
- Főszerkesztő – Horváth Gyula
- A kihallgatás vezetője – Harkányi Endre
- Tanár úr – Haumann Péter
- Benczus úr – Koncz Gábor
- Főspedes – Bencze Ferenc
- Államvédelmisek – Csurka László és Kránitz Lajos
- Jegyellenőr – Reviczky Gábor
- Tolsztoj – Horváth Sándor
- Taxis – Kovács Titusz

További szereplők: Bakó Márta, Hunyadkürti István, Kádár Flóra, Mányai Zsuzsa, Pásztor Erzsi, Ronyecz Mária, Vándor József, Verebély Iván

## A történet
Deák Ferenc, a fiatal író életében nagy esemény, hogy megkapta a nemzetközi Ovidon-díjat. Ennek örömére kisebb összejövetelt rendez feleségével lakásukon, ám a parti közepén rendőrök állítanak be akik le is tartóztatják. Azzal vádolják, hogy átment a piroson. És azzal is gyanúsítják, hogy 1949-ben valakit megölt Sikondán.
Az író hiába védekezik azzal, hogy 1949-ben ő még meg sem született, a bűnért valakinek bűnhődnie kell. Lehet, hogy az apja volt. De kap pár órát, hogy szabadlábon megpróbálja tisztázni magát.
Deák először ügyvéd barátaival beszél, majd más segítséget is igénybe venne, de mindenki csak azon csodálkozik, hogy keveredhetett ilyen ügybe. Végül felesége tanácsára eltűnnek a lakásból. Csak a kocsijukat hagyják hátra megtévesztésül.
Az új lakásban meglepetésére régi, gyerekkori társbérlőjük, Benczus úr az albérlő.
Ezt követően Deák végképp szürreális, álomszerű kalandokba keveredik, míg végül verítékben fürödve ébred saját lakásában. 
Megkönnyebbülten kel fel, ám lakása ajtaját kinyitva végtelen tenger tárul elé.